# Монтесито
Монтесито (англ. Montecito) — невключённая территория в округе Санта-Барбара, штат Калифорния, расположенная к востоку от города Санта-Барбара. Одно из самых престижных поселений на западном побережье, где проживают многие знаменитости. Население по переписи 2010 года — 8965 человек. Монтесито занимает восточную часть прибрежной равнины к югу от хребта Санта-Инес.

## История
Территорию современного Монтесито ранее населяли индейцы чумаши. В середине XIX века в районе было большое скопление бандитов, которые грабили проходившие через каньоны караваны. К концу 1860-х годов территория активно заселялась итальянскими переселенцами, которым местность напоминала родную Италию. Итальянцы разбили здесь много садов и ферм. К концу XIX века земли здесь начали скупать состоятельные выходцы со Среднего Запада ввиду доступных цен на землю и наличия рядом горячих источников.